# بیماری سان فلیپو
بیماری سان فلیپو یا موکوپلی ساکاریدوز نوع III (به انگلیسی: Sanfilippo syndrome) نوعی از موکوپلی ساکاریدوز است.
چهار نوع از این بیماری بر حسب نقص آنزیمی در متابولیسم هپاران سولفات وجود دارد که از نظر بالینی غیرقابل افتراق می‌باشند.

## علائم بالینی
زمان تولد، دوران نوزادی و شیرخوارگی: طبیعی.
۱ سالگی - دوران کودکی، نوجوانی و بزرگسالی: این بیماران معمولاً پس از یک تا دو سالگی بعلت تأخیر در تکامل یا پس از سه تا چهارسالگی به علت تأخیر در تکلم مراجعه می‌کنند. لب‌های کلفت، پرمویی، بزرگی سر، نبودن قوز و کدورت قرنیه، محدودیت خفیف در حرکت مفاصل، خط موی پائین بر روی پیشانی، ابروهای پرپشت، غیاب عوارض قلبی، اشکال در تغذیه بخصوص مواد جامد، عفونتهای تنفسی مکرر، اسهال آبکی،
وجود فتقها، بزرگی خفیف کبد و طحال، عقب ماندگی ذهنی، عدم اختلال در رشد قدی و قدرت عضله، از دست دادن مهارت‌های یاد گرفته شده نظیر تکلم و کنترل ادرار و مدفوع، صدمه شنوایی، مشکلات عصبی پیشرونده، اشکال در راه رفتن و هماهنگی آن، تشدید رفلکس‌های تاندونی، حرکات مشابه آتتوز، آب ریزش دائمی از دهان، خوردن مواد غیر خوراکی، تشنج و وابسته شدن به تخت و تغذیه با لوله بینی- معدی یا از طریق گاستروستومی، رفتار تهاجمی و بدتر شدن رفتار با بالا رفتن سن، رفتارهای خطرناک و مخرب به صورت ترکیبی از رفتار تهاجمی، دمانس شدید و قدرت فیزیکی طبیعی، بیش فعالی، احتمال رفتار اوتیستی و عدم تکلم، کله‌شقی و کناره‌گیری و بیخوابی یا اختلال خواب دیده می‌شود. بلوغ زودرس، عدم تکلم پس از دهه اول زندگی و بیماری روانی در بزرگسالی می‌تواند روی دهد. به‌طور کلی در این بیماری، دژنره شدن شدید مغزی با اثرات نسبتاً خفیف آن بر روی اسکلت، احشاء و یافته‌های صورت مشاهده می‌شود.

## نقص آنزیم
نقص در آنزیم هپاران اِن سولفاتاز در نوع A, اِن استیل گلوکزآمینیداز در نوع B, استیل ترانسفراز در نوع C و اِن استیل گلوکزآمین ۶ سولفاتاز در نوع D.

## توارث ژنتیکی
اتوزومی مغلوب.

## میزان بروز
یک مورد در هر ۲۴ هزار تولد زنده در هلند.

## روش تشخیص
- بررسی آنزیم: در گلبول‌های سفید و فیبروبلاستها.
- ادرار: افزایش دفع هپاران سولفات.

## درمان
درمان حمایتی می‌باشد.

## آزمون تشخیص قبل از تولد
بررسی آنزیم در آمنیوسیتها یا نمونه پرزکوریونی.